# ۷۷۳ (میلادی)
۷۷۳ (میلادی) هفتصد و هفتاد و سومین سال گاه‌شماری میلادی است.

## رویدادها
- فرستاده‌های پاپ از شارلمانی تقاضای کمک برای مقابله با لانگباردی‌ها کردند.

‎